# Barbara Stanisławczyk
Barbara Stanisławczyk, właśc. Barbara Stanisławczyk-Żyła (ur. 1962) – polska dziennikarka, reportażystka i pisarka, doktor nauk o polityce, wykładowca akademicki, w latach 2016–2017 prezes zarządu Polskiego Radia. 

## Życiorys
Ukończyła Politechnikę Warszawską i Podyplomowe Studium Dziennikarskie na Uniwersytecie Warszawskim. W 1990 została stypendystką w Agencji Reutera w Londynie. Pisała reportaże publikowane w czasopismach Tygodnik Solidarność, Kobieta i Życie, Pani, Twój Styl. Pracowała w miesięczniku Sukces, najpierw jako zastępca redaktora naczelnego, a od września 2006 do kwietnia 2010 jako redaktor naczelny. Od września 2009 do marca 2010 była także na dyrektorem wydawniczym Wydawnictwa Przekrój. Przystąpiła do Stowarzyszenia Pisarzy Polskich.
Podjęła wykłady w zakresie dziennikarstwa na Uniwersytecie Warszawskim, prowadziła warsztaty z reportażu w wyższej szkole Collegium Civitas, a następnie zajęcia z pisania w Podyplomowym Studium Public Relations przy Instytucie Filozofii i Socjologii PAN oraz w ramach projektu Szkoła EuroLiderek. 27 stycznia 2016 uzyskała stopień naukowy doktora nauk o polityce w Instytucie Dziennikarstwa i Nauk Politycznych na Wydziale Dziennikarstwa i Nauk Politycznych Uniwersytetu Warszawskiego na podstawie rozprawy pt. Wzorce patriotyzmu jako przedmiot sporów i przewartościowań w świetle przemian cywilizacyjnych i przekształceń ustrojowych w Polsce po 1989 roku, napisanej pod kierunkiem prof. dr hab. Rafała Artura Habielskiego.
8 stycznia 2016 została prezesem zarządu Polskiego Radia. Wybrana ponownie na to stanowisko 16 lutego 2017 roku, dzień później (17 lutego 2017) zrezygnowała z tej funkcji (odroczona do 31 marca 2017). W jej miejsce został wybrany Jacek Sobala. Pod koniec 2017 roku sejmowa komisja odrzuciła jej kandydaturę na Ambasadora Polski w Izraelu. Miała zastąpić Jacka Chodorowicza.

## Charakterystyka twórczości
Pierwszą książkę – Matkę Hłaski, która była jej pracą dyplomową, wydała w 1992 (książka opisuje matkę Marka Hłaski, Marię). Pracując w prasie, przygotowywała następną książkę – Pajęczyna (1992), w której opisała społeczno-psychologiczne portrety pracowników SB. W 1994 współpracowała w realizacji filmu dokumentalnego pt. Marek Hłasko bez mitów autorstwa Hanny Etemadi. W tym samym roku opublikowała wywiad z Krzysztofem Kąkolewskim – Kąkolewski bez litości. Następna książka – Czterdzieści twardych (1997) to zbiór reportaży o Polakach, którzy w czasie II wojny światowej ratowali Żydów (autorka dostała za książkę Medal im. Jana Strzeleckiego od Kongresu Polonii Australijskiej oraz legitymację Honorowego Członka i Jubileuszowy Krzyż Zasługi od Polskiego Oddziału Stowarzyszenia Sprawiedliwych Wśród Narodów Świata).
Do wydanej w 1998 książki pt. Miłosne gry Marka Hłaski zbieranie materiałów zajęło autorce osiem lat. W 2004 ukazała się powieść Od jutra, a w 2005 – powieść faktu Dziewczyny, poruszająca problem współczesnej prostytucji w Polsce. W 2011 wydała książkę Ostatni krzyk. Od Katynia do Smoleńska historie dramatów i miłości przedstawiającą historie losów ofiar zbrodni katyńskiej z 1940 i katastrofy smoleńskiej z 10 kwietnia 2010 oraz ich rodzin. Magazyn Literacki „Książki” uznał publikację za książkę listopada 2011 w kategorii „reportaż” i przyznał jej nagrodę „Książki roku” 2011. 7 października 2015 miała miejsce premiera książki Barbary Stanisławczyk pt. Kto się boi prawdy? Walka z cywilizacją chrześcijańską w Polsce. Publikacja powstała na podstawie badań naukowych, pokłosiem których jest również praca doktorska autorki.

## Książki[1]
- Matka Hłaski, Wyd. Słowo, 1992  ISBN 83-900182-0-9
- Pajęczyna. Syndrom bezpieki (razem z Dariuszem Wilczakiem), Wyd. Krąg 1992, ISBN 83-85199-15-2, (wyd. 2 popr., 2010)
- Kąkolewski bez litości, 1994 / Wyd. Bellona, Warszawa 2004, ISBN 83-11-09962-6
- Czterdzieści twardych, Wyd. ABC Future, Warszawa 1997, ISBN 83-86788-21-6, (wyd. 2, 2008 oraz wyd. 3, 2018 pt. Czterdzieści twardych. Wojenne losy Polaków i Żydów. Prawdziwe historie)
- Miłosne gry Marka Hłaski, Wyd. Prószyński i Spółka, Warszawa 1998, ISBN 83-7180-505-5, (wyd. 2 popr. i uzup. 2009)
- Od jutra, Wyd. Bellona, Warszawa 2004, ISBN 83-11-09962-6
- Dziewczyny, Wyd. Studio Marka Łebkowskiego, Warszawa 2005, ISBN 83-912785-6-5
- Ostatni krzyk. Od Katynia do Smoleńska historie dramatów i miłości, Wyd. Dom Wydawniczy Rebis, Poznań 2011, ISBN 978-83-7510-814-9
- Kto się boi prawdy? Walka z cywilizacją chrześcijańską w Polsce, Wyd. Fronda, Warszawa 2015, ISBN 978-83-8079-000-1